# Вайро, Лу
Лу Джозеф Вайро (англ. Lou Joseph Vairo; 25 февраля 1945, Бруклин, США) — американский хоккейный тренер.

## Карьера
Лу Вайро не был профессиональным хоккеистом. В 30 лет он начал свою тренерскую карьеру в юниорской команде "Остин Маверикс". Через год специалист вошел в тренерский штаб молодежной сборной США. Вскоре Вайро самостоятельно возглавил ее. В 1984 году тренеру было доверено руководить сборной США на Олимпийских играх в Сараево. К ним американцы подходили в качестве действующих Олимпийских чемпионов. На турнире сборная выступила не так успешно, заняв только седьмое место. С 1984 по 1986 год специалист входил в тренерский штаб клуба НХЛ "Нью-Джерси Девилз".
Некоторое время Лу Вайро работал в Европе. Один год он был главным тренером сборной Нидерландов и клуба "Тилбург Трепперс", а затем три сезона работал с итальянским клубом "Фасса" и два года возглавлял "Милано Сайма". В 1991 году американец привел его к победе в местной Серии А.
В 1999 году Вайро во второй раз возглавил сборную США. Под его руководством она выступала на четырех Чемпионатах мира. В 2002 году он был ассистентом Херба Брукса в сборной на домашней Олимпиаде в Солт-Лейк-Сити. На ней американские хоккеисты завоевали серебряные медали. В 2003 года после неудачи американцев на мировом первенстве в финском Турку (13-е место) Лу Вайро покинул свой пост. После этого наставник завершил свою тренерскую карьеру. Он перешел на административную работу. Вайро занимает пост Президента Федерации хоккея США по специальным программам.
В 2014-2015 годах специалист являлся спортивным менеджером в сборной Италии.

## Достижения
Главного тренера:
- Чемпион Серии А (1): 1990-1991.

Ассистента:
- Серебряный призер Олимпийских игр (1): 2002.

Личные:
- Лестер Патрик Трофи: 2000

## Интересные факты
Лу Вайро стал первым заокеанским тренером, который отправился в СССР на стажировку к Анатолию Тарасову.